# Галущенко Микола Григорович
Галущенко Микола Григорович (*28 травня 1936 року) — український гідролог, кандидат географічних наук, доцент Київського національного університету імені Тараса Шевченка.

## Біографія
Народився 28 травня 1936 року в селі Щербані Полтавського району Полтавської області. Закінчив у 1960 році Київський університет зі спеціальності «географ-гідролог». У 1976—2002 роках працював доцентом кафедри гідрології і гідрохімії (тепер гідрології та гідроекології). Кандидатська дисертація «Дослідження витрат атмосферних опадів при формуванні дощових паводків» захищена у 1971 році. Учасник експедицій: на Південний Урал, у Північний Казахстан, Українські Карпати, на трасу Південно-Кримського каналу. Викладав спеціальні курси: «Гідрометрія», «Ведення Державного водного кадастру», «Воднобалансові дослідження і розрахунки», «Водогосподарські розрахунки», «Гідрологія України». Близько 20-и років керував гідрометричною практикою студентів на Богуславському гідролого-гідрохімічному стаціонарі Київського університету на р. Рось.

## Наукові праці
Автор понад 70 наукових і навчально-методичних праць з оцінки водних ресурсів і розрахунків водних балансів річок України. Основні праці:
1. (рос.) Ресурсы поверхностных вод СССР: Монография. — Л., 1969 (в співавторстві);
2. (рос.) Гидрология реки Дунай. — К., 1988 (в співавторстві);
3. (рос.) Гидрологические и воднобалансовые расчеты. — К., 1987 (в співавторстві).